# Iranski nuklearni program
Iranski nuklearni program pokrenut je 1950-ih godina u suradnji s SAD-om, čija je suradnja trajala sve do 1979. godine odnosno iranske revolucije, kada su Amerikanci zajedno s pojedinim europskim državama prekinuli suradnju s Iranom. Neposredno nakon revolucije i tijekom rata protiv Iraka program je privremeno obustavljen, no ponovno je obnovljen sredinom 1990-ih kada je s Rusijom potpisan sporazum o završetku gradnje nuklearnog reaktora Bušeher. Znatno proširenje iranskog nuklearnog programa počinje nakon 2000. godine, te se u međuvremenu grade postrojenja za tešku vodu i obogaćivanje uranija, te se otvaraju istraživački centri i rudnici uranija na jugu zemlje.
Službeni Teheran tvrdi kako se njegov nuklearni program razvija u mirnodopske svrhe; navodi se golema potražnja za električnom enegerijom koja raste 6% godišnje, zbog čega se rješenje među ostalim vidi u gradnji nuklearnih elektrana. Ipak, godine 2002. nastupa kriza kada su SAD i neke europske zemlje prijavile Iran vijeću sigurnosti UN-a zbog straha da Iran kani nabaviti nuklearno oružje.

## Uvod
Iranski nuklearni program započet je još u 1950-ima kako bi se razvila nuklearna tehnologija. Nakon Islamske revolucije 1979. program je privremeno prekinut, ali je ponovno započet pred kraj 20. stoljeća. Prema Iranskoj vladi, svrha programa je u mirne svrhe, kako bi se postavili nuklearni generatori koji trebali proizvoditi 6.000 MW električne struje do 2010. što bi pomoglo ekonomiji te države. Do 2007. godine, otvorena su nuklearna postrojenja u sljedećim gradovima: Anarak, Arak, Ardakan, Bonab, Bušeher, Čalus, Darkovin, Isfahan, Karadž, Laškar Abad, Lavizan, Natanz, Parčin, Sagad, Jazd, te nuklearni centar za istraživanje u glavnom gradu Teheranu.
Iran je također još 1970. potpisao sporazum o neširenju nuklearnog oružja. Od 1992., Međunarodna agencija za atomsku energiju (IAEA) dobila je dopuštenje da provjerava postrojenja te države. Ipak, neki su skeptični zbog tvrdnje da koristi nuklearni program za opskrbu energijom pošto je četvrta najbogatija država naftom i plinom.

## Kontroverzne izjave Ahmadinežada
Iranski predsjednik Mahmud Ahmadinežad pokrenuo je zabrinutost Svijeta svojim oštrim stavovima o državi Izrael. Krajem 2005. mediji su objavili kako je Ahmadinežad izjavio da je „Holokaust Židova u 2. svjetskom ratu samo mit“ te da bi „Židovima trebalo dati državu u Europi, SAD-u, Kanadi ili Aljaski“, a još je ranije u listopadu objavljena je njegova izjava kako bi „Izrael trebalo izbrisati s karte Svijeta“, što je izazvalo osude i kritike diljem svijeta, od SAD-a do EU-a. Bijela kuća je potom izrazila zabrinutost oko toga želi li Iran nabaviti nuklearno oružje zbog takvih radikalnih stavova i upotrijebiti ga protiv Izraela. Ipak, Iran je kasnije izjavio da je govor Ahmadinežada krivo preveden, naime da je izjavio da će „cionistički režim nestati s vremenom“, a ne sama država Izrael.
UN-ovo vijeće sigurnosti, sa svih 15 država članica, je 28. listopada 2005. izdalo izjavu kojom osuđuje takve stavove: „Vijeće sigurnosti osuđuje primjedbe o Izraelu izjavljene od gospodina Mahmouda Ahmadinežada, predsjednika Islamske republike Irana“. Dodatne kontroverze izazvala je „Međunarodna konferencija o preispitivanju svjetske vizije holokausta“ koja je 11. prosinca 2006. održana u Teheranu, a koja je pokrenula raspravu o razmjerima holokausta i broja preminulih Židova tijekom Drugog svjetskog rata. Na konferenciji su prisustvovali i razni kontroverzni povjesničari kao Robert Faurisson i Fredrick Töben, te David Duke.
Konferencija je naišla na osude diljem Svijeta: Vatikan ju je osudio, Bijela kuća ju je nazvala „sramotom za cijeli civilizirani Svijet“ a Tony Blair ju je opisao kao „šokantnu i van pameti“.
Uz to Iran je 27. srpnja 2004. otvorio pečate agencije IAEA na centrifuge uranija, te obnovio povećanje centrifuga kod Natanza, što je izazvalo osude diljem zapadnog svijeta, a uz pomoć satelitskih snimaka otkriveni su i tajni pogoni za nuklearnu energiju koji nisu prijavljeni agenciji IAEA.

## Rok Iranu i reakcije na nuklearni program
11. travnja 2006. Iranski predsjednik Ahmadinežad je izjavio da je njegova zemlja „uspješno obogatila uranij“ i da se „Iran pridružio grupi zemalja sa nuklearnom tehnologijom“. Uranij je obogaćen na 3.5 % i mogao se iskoristiti za nuklearni reaktor, dok bi za nuklearnu bombu trebalo obogaćenje od 90 %.
5. lipnja 2006. 6 država članica Vijeća sigurnosti UN-a, Rusija, Kina, SAD, Francuska, Velika Britanija i Njemačka, su ponudili Iranu niz prijedloga za pomoć u energiji u zamjenu za prestanak obogaćivanja urana. 31. srpnja Iran je dobio rok od UN-a zaustaviti svoj program do 31. kolovoza 2006. U protivnom će snositi „diplomatske i ekonomske sankcije“. Kina i Rusija dugo su se protivile oštrijem djelovanju protiv Irana, ali su na kraju ipak prihvatili rezoluciju. 
Rok je prošao, a Iran nije zaustavio rad na nuklearnim reaktorima, ponoviviši još jednom da „nije prijetnja nikome, čak ni Izraelu“. Američki predsjednik George W. Bush je na to izjavio da „Iran mora snositi posljedice“ i da je vrijeme za sankcije. No Rusija i Kina su se protivli toj odluci, a EU je još jednom produljio rok Iranu kako bi se našlo diplomatsko rješenje. Kofi Annan je 3. rujna doputovao u Teheran kako bi pokušao postići konkretne dogovore, no dobio je samo doznaku da je Iran spreman na pregovore.
SAD i Izrael se su najviše usprotivili nuklearnom programu. 14. studenog 2006. Benjamin Netanyahu, vođa izraelske stranke Likud, upozorio je na opasnost od nuklearne bombe u rukama Irana koji planira novi Holokaust: „Godina je 1938. a Iran je Njemačka“ i „Iran je u utrci za nabavaljanje atomskih bombi. Moramo ga zaustaviti“. Sunday Times je 2007. čak objavio članak u kojem piše da Izrael planira bombardirati Iranska nuklearna postrojenja, slično kao što je to napravio s Operacijom Opera u Iraku.
Američki predsjednik George W. Bush išao je i korak dalje i upozorio na Treći svjetski rat u slučaju da Iran nabavi nuklearno oružja: „Imamo jednog iranskog lidera koji je rekao kako želi uništiti Izrael. Zato sam rekao svjetskim liderima: 'Ako želite izbjeći treći svjetski rat, morat ćete ih spriječiti da dođu do neophodnih znanja za proizvodnju nuklearnog oružja“.
Ahmadinežad je pak uzvratio da je Iran žrtva nuklearnog 'ugnjetavanja': „Iranski je narod budan i branit će sva svoja prava do kraja. Veliki iranski narod odupire se ugnjetačima i neće se povući ni za dlaku“.

## Prvi krug sankcija Iranu
Iako su se Rusija i Kina dugo protivile, na kraju su ipak postigle dogovor sa SAD-om oko novije verzije rezolucije koja bi trebala kazniti Iran. Rezolucija 1737UN-ovog vijeća sigurnosti je jednoglasno prihvaćena 23. prosinca 2006. pod sponzorstvom Francuske, Njemačke i Velike Britanije. U toj rezoluciji nametnute su ograničene sankcije Iranu zbog toga što nije zaustavio nuklearni program nakon rezolucije 1696. Tom rezolucijom zabranjena je dostava nuklearne tehnologije i materijala Iranu te je zamrznula imovinu pojedinaca i poduzeća koja su povezana s nuklearnim programom. Sankcije će se skinuti kada Iran zaustavi „sumnjive aktivnosti“ na zadovoljstvo agencije IAEA.
Iran je osudio rezoluciju i kritizirao Vijeće Sigurnosti. Muhamed Ali Hoseini, predstavnik Irana, je izjavio da rezolucija „ne može utjecati ili ograničiti iranske mirne nuklearne aktivnosti, ali će diskreditirati odluke vijeća sigurnosti, čija se moć gubi“. Zbog toga što je rezolucija pod člankom 41 od 7. poglavlja zakona UN-a, ona se ne može izvršiti kroz vojnu intervenciju. SAD je zaprijetio Iranu i daljnim sankcijama ako ne zaustavi svoj program.

## Drugi krug sankcija Iranu
SAD se nakon prve rezolucije dogovorio sa stalnim članicama oko sinopsisa za novu rezoluciju. 24. ožujka 2007. Vijeće Sigurnosti UN-a jednoglasno je izglasalo nove sankcije protiv Irana, ponovno zbog nepoštivanja prethodnog zahtjeva za prekid obogaćivanja uranija. Rezolucijom 1747 uvodi se zabrana izvoza oružja iz Irana i zamrzava imovina 28 osoba i organizacija povezanih s iranskim nuklearnim i raketnim programom. Članice UN-a pozivaju se da ne izvoze oružje u Iran i ne daju toj zemlji financijsku pomoć i zajmove. Vojna intervencija je opet isključena.
Iranski ministar vanjskih poslova Manoučehr Motaki odbacio je rezoluciju 1747 te je iskoristio svoje pravo glasa u Vijeću: „Ovo je četvrti put u godinu dana da na temelju neopravdane odluke koju su pripremili neki stalni članovi, Vijeće Sigurnosti donosi nezakonitu, neutemeljenu i nepotrebnu odluku protiv mirnodopskog nuklearnog programa Islamske Republike Irana koji nije nikakva prijetnja za međunarodnu sigurnost“.

### Kouchnerove kontroverzne izjave o krizi
U rujnu 2007., francuski ministar vanjski poslova Bernard Kouchner iznenadio je javnost kada je izjavio da bi se svijet trebao pripremiti na rat s Iranom ako pregovori oko nuklearnog programa ne urode plodom: „Moramo se pripremiti na najgore, a najgore je rat“. To je bio korak prema strožem pristupu Francuske nakon što je Nicolas Sarkozy postao predsjednik 2007. te se približio stavovima Washingtonu. Vlada je tiho kritizirala Kouchnera, koji je idući dan izjavio da su neki njegove riječi krivo protumačili te da još uvijek zagovara pregovore i mirno rješenje krize diplomacijom: „Najgora situacija bi bio rat. A da se izbjegne najgore, mora se pregovarati, pregovarati i pregovarati“.

## Američke unilateralne sankcije Iranu 2007.
26. listopada 2007. Sjedinjene Države uvele su nove sankcije protiv Irana, koji su optužile da „podupire teroriste u Afganistanu, Iraku i na Bliskom istoku, izvozi balističke projektile i pokušava napraviti nuklearnu bombu“.
Riječ je o najoštrijim američkim sankcijama protiv Teherana od 1979. godine, a usmjerene su protiv 22 agencije iranske vlade, više od 20 banaka te više pojedinaca. Glavna su meta sankcija Iranska revolucionarna garda te tvrtke u njezinu vlasništvu, uključujući tvornice automobila, građevinske tvrtke, novine i naftna polja.
Zajedno s državnim bankama Bank Melli, Bank Mellat i Bank Saderat, bit će odsječeni od američkog financijskog sustava. Sva njihova imovina koja bude otkrivena u SAD-u bit će zamrznuta, a Amerikancima i američkim tvrtkama poslovanje s njima bit će zabranjeno. Uz to, SAD upozorava i neameričke tvrtke da bi poslovanje s iranskim skupinama moglo rezultirati financijskim penalima pa analitičari već upozoravaju kako bi odsad, zbog činjenice da je Revolucionarna garda toliko isprepletena s iranskim biznisom, svako poslovanje s iranskim tvrtkama moglo postati preriskantno.
Iranska vlada oštro je prosvjedovala te je ubrzo uzvratila da je „neprijateljska politika SAD-a protiv iranskog naroda i legalnih organizacija u suprotnosti s međunarodnim pravom“.

### Američko izvješće 2007.
4. prosinca 2007., u neobičnom preokretu nuklearne krize, američke obavještajne službe su pustile u javnost izvještaj u kojem stoji da je Teheran 2003. obustavio program razvoja nuklearnog oružja, što je opovrgnulo stavove Bushove administracije. U izvještaju također stoji da je Iran obogaćivao Uran i da bi ipak mogao razviti nuklearno oružje do 2015.
Američka državna tajnica Condoleezza Rice se osvrnula na izvješće američke obavještajne službe i poručila da bi bilo pogrešno olabaviti pritisak na Iran: „Usprkos najnovijim podacima, bila bi velika greška olabaviti diplomatski pritisak na Iran. I dalje smatram Iran opasnom silom u međunarodnoj politici. Čini se da ovog trena nemaju aktivan program naoružavanja, i to je uistinu dobra vijest, ali mislim da ćemo učiniti veliku pogrešku ako smanjimo pritisak“.
Iranski predsjednik Mahmud Ahmadinedžad je izjavio da izvješće američke obavještajne službe koje opovrgava tvrdnju Bushove administracije da Iran nastoji doći u posjed nuklearnog oružja predstavlja pobjedu Teherana: „Ovo izvješće predstavlja pobjedu iranskog naroda u sporu s 
međunarodnim silama oko nuklearnog pitanja“.
Direktor Međunarodne agencije za atomsku energiju Mohamed El-Baradei izjavio je da Američko izvješće u kojem stoji da je Iran obustavio razvoj nuklearnog oružja 2003. dalo Teheranu otvorene mogućnosti da razriješi krizu s međunarodnom zajednicom predvođenom SAD-om: „Iran sada ima otvorene mogućnosti jer ga se u izvješću, tvrdnjom da ne razvija atomsko oružje barem nekoliko posljednjih godina, na neki način amnestira“. Dodao je da je izvješće u skladu s procjenom IAEA, zbog čega je s olakšanjem odahnuo.

## Treći krug sankcija Iranu
3. ožujka 2008. Vijeće sigurnosti uvelo je treći krug sankcija Iranu: 14 od 15 članica glasovalo je za rezoluciju, dok je samo Indonezija ostala suzdržana. Iako su Libija, Južna Afrika i Vijetnam bili rezervirani prema rezoluciji, ipak su na kraju glasovali za. Pokrovitelji rezolucije bili su Britanija, Francuska i Njemačka.
Po prvi puta, rezolucijom Vijeća sigurnosti zabranjuje se članicama UN-a trgovina robama koje se mogu koristiti i za civilnu i za vojnu uporabu, te se daju ovlasti za inspekciju brodskog i zrakoplovnog tereta za i iz Irana, u slučaju sumnje da se radi o zabranjenom materijalu. Rezolucijom se uvodi i financijski nadzor nad transakcijama dviju iranskih banaka Melli i Saderat, osumnjičenih za povezanost s proliferacijskim aktivnostima. Također se od zemalja traži oprez kod ulaska u nove trgovinske obveze s Iranom. Rezolucijom se naređuje zemljama da zamrznu imovinu 12 dodatnih iranskih tvrtki i 13 pojedinaca povezanih s nukleranim i raketnim programima zemlje, dok se zabranjuju putovanja za pet osoba povezanih s nuklearnim programom. Većina osoba s popisa su tehnički stručnjaci, a među njima i jedan general, Mohamed Neza Nakdi, visoko rangiran u elitnoj Revolucionarnoj gardi, blizak iranskom vjerskom vođi ajatolahu Ali Hameneiju. Njemu se stavlja na teret da je bio anagžiran na zaobilaženju dosadašnjih sankcija.
Iranski veleposlanik pri UN-u Muhamed Haze ponovno je odbacio rezoluciju: „Iran ne može i neće prihvatiti zahtjeve koji su pravno manjkavi i predstavljaju političku prisilu“.

## Izraelske prijetnje
Izraelski predsjednik Shimon Peres je u komentarima 6. svibnja 2008., povodom 60. godišnjice osnutka države Izrael, iransku nuklearnu prijetnju usporedio s Hitlerom. „Na neki način, to je puno kompliciranije nego u vrijeme nacista. Naime, Hitler nije imao nuklearnu bombu“, rekao je Peres i dodao kako ujedinjenje čitavog svijeta u sprječavanju nuklearnih ambicija Irana, može spriječiti eventualnu vojnu akciju. Isto tako, ne vjeruje kako Iran koristi nuklearnu energiju u mirnodopske svrhe.
Izraelski potpremijer i ministar obrane Shaul Mofaz 6. lipnja 2008. za izraelski list Yediot Acharonot izjavio je da Izrael nema drugog izbora nego napasti Iran kako bi ga spriječio da razvije oružje za masovno uništenje pošto su sankcije protiv te države nedjelotvorne. Ta izjava uzrokovala je da cijena nafte skoči na rekodnih 139 $ po barelu. Ipak, službenici u izraelskom ministrastvu obrane dodali su da je Mofaz to izjavio možda samo da bi odvratio pozornost s korupcijsog skandala koji visi nad Ehudom Olmertom.
Iran je odmah osudio izjavu te zatražio od Vijeća sigurnosti UN-a da reagira na najnoviju prijetnju Izraela da će napasti iranska nuklearna postrojenja. „Ovako opasna prijetnja protiv suverene države i članice UN je očigledno kršenje međunarodnog prava i kosi se sa najosnovnijim načelima Povelje UN“, navodi pismo koje je Muhamed Hazae organizaciji glavnom tajniku Ban Ki-moonu.
Iran je 9. lipnja 2008. zaprijetio bolnim odgovorom u slučaju izraelskog napada.

## Administracija Baracka Obame
Novi američki predsjednik Barack Obama odabrao je 2009. drugačiji pristup Iranu za razliku od svog prethodnika. 20. ožujka poslao je toj državi video poruku, nudeći joj „novi početak“ kako bi se završio 30-godišnji hladni odnos između tih dvaju država. Poruka je stigla na Novruz, iransku novu godinu, te prikazala Obamin govor u kojem izražava želju da „razgovara izravno s ljudima i vođama Irana“ te uspostavi „konstruktivni odnos“. Iran je pak reagirao mlako na ponudu: Akbar Džavankir, savjetnik Ahmadinežad, izjavio je da „Iran ne može zaboraviti prijašnje agresivne politike SAD-a“, uključujući i bivšu američku potporu bivšem Šahu.
Iranski vrhovni vođa ajatolah Ali Hamenei odbacio je ponudu američkoga predsjednika Baracka Obame u otvaranju nove ere u odnosima SAD-a i Irana, sve dok se službeni Teheran ne uvjeri u stvarne promjene u američkoj politici. „Novi američki predsjednik šalje nam čestitku za iransku novu godinu, a istovremeno nas ponovno optužuje da podupiremo terorizam i da želimo proizvesti nuklearno oružje“, rekao je vrhovni vođa u govoru koji je prenosila televizija iz grada Mašada na sjeveroistoku Irana.
Nakon što je desničarska stranka Likud pobijedila na izborima u Izraelu 2009., Obama je pozvao novog premijera Benjamina Netanyahua na razgovor u Bijelu kuću u svibnju. Netanyahu je nekoliko puta izjavio da iranski nuklearni program smatra velikom prijetnjom hebrejskoj državi. Obama je na sastanku naglasio kako SAD treba više vremena da pronađe diplomatsko rješenje na krizu, a da bi vojni udar na iranska nuklearna postrojenja bio ravan katastrofi. Usprkos nesuglasicama, Obama je upozorio Netanyahua da Izrael ne „iznenadi“ svijet napadom na Iran-

## Rezolucija IAEA
Iako je IAEA isprva bila blaga prema Iranu i tvrdila da surađuje s njenim stručnjacima, situacija se promijenila u studenom 2009. Tada je naime IAEA donijela rezoluciju u kojoj kritizira Iran zbog odbijanja zaustavljanja obogaćivanja uranija prema uputama Vijeća sigurnosti UN-a te zbog tajne gradnje postrojenja za obogaćivanje uranija u gradu Kom. Ahmadinedžad je osudio takav čin: "Pod pritiskom nekolicine površno moćnih sila...IAEA je donijela nezakonitu rezoluciju protiv iranskog naroda." 
Iranski potpredsjednik Ali Akbar Salehi je nekoliko dana kasnije odgovorio da Iran namjerava graditi 10 novih nuklearnih postrojenja. Francuska je nazvala takav odgovor Irana "djetinjastim".
U studenom iste godine, Iran je odbio poslati svoj uranij za obogaćivanje u inozemstvo za koji bi mu za uzvrat bilo isporučeno gorivo za reaktor u Teheranu, izjavio je predsjednik povjerenstva za inozemne poslove u parlamentu Aledin Borudžerdi.
18. veljače 2010. IAEA je objavila da je Iran uspio proizvesti preko 1,000 kg obogaćenog uranija, te da bi teoretski mogao proizvesti nuklearno oružje.

## Četvrti krug sankcija Iranu
9. lipnja 2010., Vijeće sigurnosti UN-a prihvatilo je rezoluciju 1929 kojom se potvrđuje da se Iran nije odazvao na prijašnje obveze određene prethodnim rezolucijama te se toj državi nameću nove sankcije. Prihvaćeno je s 12 glasova za, jednim suzdržanim (Libanon) te dvoje protiv (Brazil, Turska).
Vijeće je u rezoluciji preporučilo Iranu da prestane obogaćivati uranij, počne surađivati s inspektorima IAEA te pojasni svoj nuklearni program kako ga ne bi koristio za oružje. U rezoluciji se između ostalog zabranjuje svim zemljama prodavanje bilo kakve vojne opreme Iranu ili pomaganju u obuci oko istog, pojedincima povezanima s nuklearnim programom se zabranjuje putovanje i zamrzava imovina, inspekcija sve robe koja ulazi ili izlazi iz Irana, zaplijena zabranjenih materijala te čak i presretanje pošiljke za koju se sumnja da je povezana s programom. Ahmadinedžad je rezoluciju nazvao "prljavim rupčićem kojeg treba baciti u kantu za smeće". Turska i Brazil su se usprotivile rezoluciji koja po njima poništava njihove napore za diplomatskim rješenjem. Dvije države su Iranu prethodno ponudile obogaćivanje uranija na njihovom teritoriju, što je Teheran službeno prihvatio.

## Navodni pokušaji sabotaže
U rujnu 2010., razne agencije su izvjestila kako je Stuxnet, neobični računalni virus, najviše napao Iran, koji je zabilježio 60 % svih napada na svijetu. Prema procjenama, zaraženo je oko 30,000 IP adresa u toj državi. Stuxnet navodno napada kompjutere u nuklearnim elektranama te pokreće prebrzu rotaciju centrifuga, koja ih uništava. UN je u studenom 2010. objavio kako je Iran privremeno zaustavio obgaćivanje uranija. Na novinarskoj konferenciji, g. Ahmadinedžad je je izjavio kako se "pojavio problem na određenom broju centrifuga zbog softwarea koji je instaliran u elekronskim dijelovima". Ipak, nadodao je da su iranski stručnjaci uspjeli popraviti problem te da se on "više neće ponoviti". Predsjednik Irana nije podrobnije pojasnio o kakvom se problemu radilo.
U 2007., iranska državna televizija je objavila kako je nuklearni znanstvenik Ardeshir Hosseinpour "poginuo od trovanja plinom". 12. siječnja 2010., profesor fizike koji je predavao o elementarnim česticama, Massoud Ali Mohammadi, je poginuo u eksploziji bombe koja je bila pričvrščena na motociklu u Teheranu. 29. studenog 2010., nepoznati atentatori bombom su ubili nuklearnog znanstvenika Majida Shahriarija te ranili njegovog još bitnijeg kolegu, Fereydoona Abbasija, znanstvenika koji je radio za ministarstvo obrane.
U srpnju 2011., fizičar Dayroush Rezaei ubijen je hicem ispred vlastite kuće. U studenom iste godine, general Hassan Moghaddam, osnivač raketnog programa, pogiba u vojnom skladištu u eksploziji tako snažnoj da je zatresla prozore u 30 km udaljenom Teheranu. U siječnju 2012. ubijen je Mostafa Ahmadi Roshan, ravnatelj postrojenja za obogaćivanje uranija u Natanzu, kada je eksplodirala magnetska bomba u njegovom autu koju su postavili dvojica nepoznatih motociklista.
Iran je optužio Izrael i SAD zbog pokušaja sabotaže nuklearnog programa.
20. srpnja 2011. iranska državna televizija javila je kako je navodno oborena američka bespilotna špijunska letjelica iznad grada Koma koja je snimala obližnji nuklearni reaktor.

## Izvještaj IAEA o nuklearnom oružju
Prema izvještaju IAEA 7. studenog 2011., Iran potajno razvija program za nuklearno oružje. Prema izvještaju, iranski stručnjaci su surađivali s bivšim sovjetskim znanstvenikom koji je podučavao kako napraviti visoko precizne detonatore kakvi se koriste za izazivanje nuklearne lančane reakcije. Izvješće također potvrđuje kako je Iran nastavio s nuklearnim istraživanjem i nakon 2003. od kada je, kako su vjerovali razni obavještajci, zbog međunarodnog pritiska istraživanje navodno zaustavljeno.

## Vanjske poveznice
- BBC-ova kronologija ključnih događaja od 2002.
- Abhinav K. Aima - Razumijeti nuklearni Iran
- Časopis Time - intervju sa Mahmoudom Ahmadinedžadom  Arhivirana inačica izvorne stranice od 8. studenoga 2006. (Wayback Machine)
- 118 nesvrstanih država članica UN-a podržava Iranski nuklearni program
- Povijest Iranskog nuklearnog programa  Arhivirana inačica izvorne stranice od 14. svibnja 2019. (Wayback Machine)
- Iranska TV izvještava o nuklearnom programu zemlje